# بخش ماینسکی
بخش ماینسکی (به لاتین: Maynsky District) یک منطقهٔ مسکونی در روسیه است که در استان اولیانوفسک واقع شده‌است.